# کسنیا مصطفائه‌وا
کسنیا مصطفائه‌وا (به انگلیسی: Kseniya Moustafaeva) ژیمناست زادهٔ ۸ ژوئن ۱۹۹۵ میلادی اهل کشور فرانسه است.